# Cour des Petites-Écuries
La cour des Petites-Écuries est une voie du 10e arrondissement de Paris, en France.

## Situation et accès
Cette voie débute sous le porche du 61 bis, rue du Faubourg-Saint-Denis et se termine sous celui du 18, rue d'Enghien. 
La cour des Petites-Écuries est desservie à proximité par la ligne 4 à la station Château d'Eau.

## Origine du nom
Elle tient son nom de sa proximité avec la rue des Petites-Écuries qui était proche des Petites Écuries royales.

## Historique
Elle a été formée sur l'emplacement des Petites Écuries du roi Louis XVI, et n'avait originairement que deux issues. En 1819, il en a été pratiqué une troisième dans la rue d'Enghien.
Avant 2001, la portion du passage des Petites-Écuries reliant la cour à la rue d'Enghien était intégrée à la cour.
Depuis octobre 2015, le rez-de-chaussée du no 16 est le siège de la Fondation de la France libre.

## Bâtiments remarquables et lieux de mémoire
- C'est dans ces lieux que le sculpteur Louis-Denis Caillouette (1790-1868), ouvrit avec deux autres personnes un cours de dessin et sculpture pour les ouvriers du Faubourg Saint-Denis en 1836. Il enseignait le soir de 20 heures à 22 heures trois fois par semaine. Les professeurs y formèrent des peintres décorateurs, de réclame sur les voitures, en porcelaine, des graveurs de bijoux et des sculpteurs d'ornements. Plusieurs centaines d'ouvriers passèrent par cette école qui leur permit de doubler, voire tripler le prix de leur journée. La Ville de Paris accorda une allocation de 4 200 francs pour aider aux frais de fonctionnement de l'établissement. Une exposition eut lieu en 1840 à la mairie de l'arrondissement de l'ancien 3e, aujourd'hui le 10e arrondissement[1].
- La brasserie alsacienne Flo est installée aussi dans cette cour. Son décor Art Nouveau (1900) est classé aux Monuments historiques ; ce décor est partiellement détruit en 2024 par son propriétaire[2].